# Karakeçi, Siverek
Karakeçi là một xã thuộc huyện Siverek, tỉnh Şanlıurfa, Thổ Nhĩ Kỳ. Dân số thời điểm năm 2011 là 1.263 người.